# 제우스 신전
제우스 신전(그리스어: Ναός του Δία στην Ολυμπία)은 고대 그리스의 올림피아에서 제우스 신에게 헌정되었던 신전이다. 기원전 470년경부터 기원전 457년경 사이에 건설되었다. 이 곳에 있던 올림피아의 제우스 상은 세계 7대 불가사의 가운데 하나였다.
서기 426년, 비잔티움 제국의 테오도시우스 2세 황제가 올림피아 성지를 파괴하라는 명령을 내렸고, 522년과 551년의 지진에 의해 파괴되면서 신전의 일부분이 땅에 묻힌 채 남겨졌다.